# باگرات اولوبابیان
باگرات اولوبابیان (ارمنی: Բագրատ Արշակի Ուլուբաբյան؛ ‏ ۹ دسامبر ۱۹۲۵ – ۱۹ نوامبر ۲۰۰۱) یک تاریخ‌نگار اهل ارمنستان در زمینه‌های ارمنستان در سده‌های میانه، آرتساخ، زبان ارمنی، و ادبیات ارمنی بود.

## زندگی‌نامه
در سال ۱۹۲۵ در جمهوری آرتساخ به دنیا آمد. در سال ۱۹۴۴ دورهٔ مؤسسه تربیت معلم شوشی را در زادگاه خود به پایان رسانید سپس ر رشتهٔ زبان و ادبیات ارمنی در دانشکدهٔ علوم انسانی باکو به تحصیل پرداخت. از سال ۱۹۴۹ تا ۱۹۶۷ ریاست انجمن نویسندگان آذربایجان شوروی، شاخهٔ منطقهٔ خودمختار قره‌باغ را به عهده داشت و همزمان سردبیر نشریهٔ قره‌باغ شوروی بود. در سال ۱۹۶۸ در ایروان مستقر گردید و سال بعد با دفاع از رسالهٔ علمی خود با عنوان «تاریخ آرتساخ تا سدهٔ دهم میلادی» موفق به دریافت درجهٔ نامزدی علوم در رشتهٔ تاریخ شد و به عنوان کارشناس ارشد در بخش تاریخ فرهنگستان علوم ارمنستان به کار تحقیق پرداخت. نخستین مجموعهٔ اشعار او در سال ۱۹۵۲ به نام سرود کار و صلح منتشر شد. از آن پس چندین مجموعه اشعار و داستان و سه رمان از آثار ادبی او به نام‌های «خاک میهن» (۱۹۵۹), «انسان» (۱۹۶۳) و «ساردارآباد» (۱۹۹۱) انتشار یافته است. بررسی تاریخی اولوبابیان در زمینهٔ تاریخ و فرهنگ ارمنی و به‌طور عمده تاریخ سرزمین زادگاهش و حکومت‌های آن است. برخی از آثار او به این شرح اند: «تاریخ آرتساخ از آغاز تا روزگار ما» (۱۹۹۴), «تاریخ اجمالی سرزمین آقوانک» (اران) (۱۹۹۷), ترجمه «تاریخ ارمنستان قازار پاربی» (پاربتسی) از زبان کهن ارمنی به زبان کنونی (۱۹۸۲). اولوبابیان در سال ۲۰۰۱ در ارمنستان وفات یافت و در ایروان به خاک سپرده شد. مقاله «خاچکار» از مجموعهٔ زروتساران او به زبان فارسی ترجمه شده است.